# Saotis compressiventris
Saotis compressiventris là một loài tò vò trong họ Ichneumonidae.